# Netrocera diffinis
Netrocera diffinis är en fjärilsart som beskrevs av Jordan 1907. Netrocera diffinis ingår i släktet Netrocera och familjen Thyrididae. Inga underarter finns listade i Catalogue of Life.